# Ås Kloster
Ås kloster, også kaldt Asylum, lå ved Viskans udløb i Kattegat i det på den tid danske Halland. I dag hører området til Varbergs kommun og ligger ved landsbyen Åskloster, cirka 14 km nord for Varberg.
Selv om klosteret var Hallands første, største og rigeste kloster, er det i dag et af Nordens mest ukendte. Hvor klosteret lå, findes i dag ingen synlige ruiner. Disse er gemt under Åsklosters kongsgård.

## Historie
Ås Kloster var et munkekloster under cistercienserordenen, stiftet i 1192 og anlagt i 1194 ved udflytning fra det i 1161 grundlagte Sorø Kloster.
Ifølge Kong Valdemars Jordebog skænkede Valdemar 2. (1170-1241) kongsgården Ås til klosteret. Hvor denne gård præcist lå, er i dag usikkert. Klosteret ejede omkring 250 gårde på egnen.
Klosteret nød stor anseelse; et par af kong Magnus Erikssons (1316-1374) og dronnning Blankas tidligt døde børn blev begravet her.
Cicterciencerklosteret lukkedes i 1500-tallet og blev ødelagt under Grevens Fejde i 1535.

## Abbederi Ås Kloster
- 1194- Ukendt
- 1238-1241 Th(omas?)
- 1259 (Nicolaus. Tidligere abbed i Sorø, muligvis abbed i Ås)
- 1343-1350 Andreas
- 1362-1378 Petrus
- 1379-1386 Johannes Mattisson
- 1386-1392 Niels (Nicolaus) Clemensen
- 1392 Nicolas Johannis (Prfessus)
- 1393 Niels (Nicolas Johannis?)
- 1396-1398 Sven
- 1403?-1405? Nicolaus (Niels)
- 1403?-1405? Peter
- 1406? Nicolaus
- 1408-1458 Peter Thuwasson
- 1462-1481 Lindorm
- 1491-1492 Anders Bengtsson
- 1498 Anders Nilsson
- 1514-1532 Mats (Mattias) Eriksson